# Lijst van vlaggen van Britse deelgebieden
Dit artikel bevat een lijst van vlaggen van Britse deelgebieden.

## Europese gebiedsdelen
| Kaart | Gebiedsdeel   | Vlag | Artikel over de vlag   | Ratio | Ingebruikname                               |
| ----- | ------------- | ---- | ---------------------- | ----- | ------------------------------------------- |
|       | Engeland      |      | Vlag van Engeland      | 3:5   | 16e eeuw                                    |
|       | Noord-Ierland |      | Vlag van Noord-Ierland | 1:2   | 1953 sinds 1972 gebruikt het nationale vlag |
|       | Schotland     |      | Vlag van Schotland     | 3:5   | 15e eeuw                                    |
|       | Wales         |      | Vlag van Wales         | 3:5   | 1959                                        |

## Engelse graafschappen
| Kaart | Graafschap       | Vlag | Artikel over de vlag      | Ratio | Ingebruikname     |
| ----- | ---------------- | ---- | ------------------------- | ----- | ----------------- |
|       | Bedfordshire     |      | Vlag van Bedfordshire     | 3:5   | 12 april 1951     |
|       | Berkshire        |      | Vlag van Berkshire        | 3:5   | 2 maart 2017      |
|       | Buckinghamshire  |      | Vlag van Buckinghamshire  | 3:5   | 20 mei 2011       |
|       | Cambridgeshire   |      | Vlag van Cambridgeshire   | 3:5   | 1 februari 2015   |
|       | Cheshire         |      | Vlag van Cheshire         | 3:5   | 3 mei 1938        |
|       | Cornwall         |      | Vlag van Cornwall         | 3:5   | 19e eeuw          |
|       | Cumberland       |      | Vlag van Cumberland       | 3:5   | 19 september 1950 |
|       | Derbyshire       |      | Vlag van Derbyshire       | 3:5   | 22 september 2006 |
|       | Devon            |      | Vlag van Devon            | 3:5   | 23 juli 2006      |
|       | Dorset           |      | Vlag van Dorset           | 3:5   | 16 september 2008 |
|       | Durham           |      | Vlag van Durham           | 3:5   | 21 november 2013  |
|       | Essex            |      | Vlag van Essex            | 3:5   | 17e eeuw          |
|       | Gloucestershire  |      | Vlag van Gloucestershire  | 1:2   | maart 2008        |
|       | Hampshire        |      | Vlag van Hampshire        | 3:5   | 12 maart 2019     |
|       | Herefordshire    |      | Vlag van Herefordshire    | 3:5   | 2 november 2019   |
|       | Hertfordshire    |      | Vlag van Hertfordshire    | 3:5   | 19 november 2008  |
|       | Huntingdonshire  |      | Vlag van Huntingdonshire  | 3:5   | 25 juni 2009      |
|       | Kent             |      | Vlag van Kent             | 3:5   | 1605              |
|       | Lancashire       |      | Vlag van Lancashire       | 3:5   | 20 november 2008  |
|       | Leicestershire   |      | Vlag van Leicestershire   | 3:5   | 16 juli 2021      |
|       | Lincolnshire     |      | Vlag van Lincolnshire     | 3:5   | 24 oktober 2005   |
|       | Middlesex        |      | Vlag van Middlesex        | 3:5   | 1909              |
|       | Norfolk          |      | Vlag van Norfolk          | 3:5   | 11 september 2014 |
|       | Northamptonshire |      | Vlag van Northamptonshire | 3:5   | 11 september 2014 |
|       | Northumberland   |      | Vlag van Northumberland   | 5:8   | 1951              |
|       | Nottinghamshire  |      | Vlag van Nottinghamshire  | 3:5   | 20 mei 2011       |
|       | Oxfordshire      |      | Vlag van Oxfordshire      | 3:5   | 9 oktober 2017    |
|       | Rutland          |      | Vlag van Rutland          | 3:5   | 17 november 2015  |
|       | Shropshire       |      | Vlag van Shropshire       | 3:5   | maart 2012        |
|       | Somerset         |      | Vlag van Somerset         | 3:5   | 4 juli 2013       |
|       | Staffordshire    |      | Vlag van Staffordshire    | 3:5   | 28 maart 2016     |
|       | Suffolk          |      | Vlag van Suffolk          | 3:5   | 9 oktober 2017    |
|       | Surrey           |      | Vlag van Surrey           | 3:5   | 11 september 2014 |
|       | Sussex           |      | Vlag van Sussex           | 3:5   | 20 mei 2011       |
|       | Warwickshire     |      | Vlag van Warwickshire     | 3:5   | 15 augustus 2016  |
|       | Westmorland      |      | Vlag van Westmorland      | 3:5   | 30 september 2011 |
|       | Wiltshire        |      | Vlag van Wiltshire        | 3:5   | 5 juni 2007       |
|       | Worcestershire   |      | Vlag van Worcestershire   | 16:9  | 8 april 2013      |
|       | Yorkshire        |      | Vlag van Yorkshire        | 3:5   | jaren 1960        |

## Engelse eilanden
| Kaart | Eiland          | Vlag | Artikel over de vlag        | Ratio | Ingebruikname  |
| ----- | --------------- | ---- | --------------------------- | ----- | -------------- |
|       | Scilly-eilanden |      | Vlag van de Scilly-eilanden | 3:5   | februari 2002  |
|       | Wight           |      | Vlag van Wight              | 3:5   | 9 januari 2009 |

## Engelse regio's
| Kaart | Regio                    | Vlag | Artikel over de vlag        | Ratio | Ingebruikname         |
| ----- | ------------------------ | ---- | --------------------------- | ----- | --------------------- |
|       | Black Country            |      | Vlag van Black Country      | 3:5   | 14 juli 2012          |
|       | City of London           |      | Vlag van de City of London  | 3:5   | 17 april 1381         |
|       | Cinque Ports             |      | Vlag van Cinque Ports       | 3:5   | 3 maart 2017          |
|       | Cumbria                  |      | Vlag van Cumbria            | 3:5   | Onofficiële vlag      |
|       | East Riding of Yorkshire |      | Vlag van Yorkshire          | 3:5   | 18 april 2013         |
|       | East Sussex              |      | Vlag van Sussex             | 3:5   | 1975 Onofficiële vlag |
|       | Exmoor                   |      | Vlag van Exmoor             | 3:5   | 29 oktober 2014       |
|       | Fenland                  |      | Vlag van Fenland            | 3:5   | Onofficiële vlag      |
|       | Groot-Londen             |      | Vlag van Groot-Londen       | 3:5   | 1965 Onofficiële vlag |
|       | Greater Manchester       |      | Vlag van Greater Manchester | 3:5   | Onofficiële vlag      |
|       | North Yorkshire          |      | Vlag van Yorkshire          | 3:5   | 4 mei 2013            |
|       | Purbeck                  |      | Vlag van Purbeck            | 3:5   | 26 november 2019      |
|       | West Sussex              |      | Vlag van Sussex             | 3:5   | 1889 Onofficiële vlag |
|       | West Yorkshire           |      | Vlag van Yorkshire          | 3:5   | 23 mei 2013           |

## Engelse provincies
| Kaart | Provincie   | Vlag | Artikel over de vlag | Ratio | Ingebruikname |
| ----- | ----------- | ---- | -------------------- | ----- | ------------- |
|       | East Anglia |      | Vlag van East Anglia | 3:5   | jaren 1900    |
|       | Mercia      |      | Vlag van Mercia      | 3:5   | 13e eeuw      |
|       | Northumbria |      | Vlag van Northumbria | 3:5   | 7e eeuw       |
|       | Wessex      |      | Vlag van Wessex      | 3:5   | 1974          |

## Noord-Ierse provincies
| Kaart | Provincie | Vlag | Artikel over de vlag | Ratio  | Ingebruikname |
| ----- | --------- | ---- | -------------------- | ------ | ------------- |
|       | Ulster    |      | Vlag van Ulster      | 67:120 | 13e eeuw      |

## Noord-Ierse graafschappen
Deze graafschappen hebben geen eigen algemene vlag; alleen de graafschappelijke overheden (county councils) hebben hun eigen vlaggen.  Wel hebben de graafschappen elk een eigen onofficiële kleurencombinatie, die ook op vlaggen gebruikt wordt.
| Kaart | Vlag | Graafschap            | Beschrijving  |
| ----- | ---- | --------------------- | ------------- |
|       |      | Kleuren van Antrim    | Geel en wit   |
|       |      | Kleuren van Armagh    | Oranje en wit |
|       |      | Kleuren van Derry     | Rood en wit   |
|       |      | Kleuren van Down      | Rood en zwart |
|       |      | Kleuren van Fermanagh | Groen en wit  |
|       |      | Kleuren van Tyrone    | Wit en rood   |

## Schotse graafschappen
| Kaart | Graafschap         | Vlag | Artikel over de vlag         | Ratio | Ingebruikname         |
| ----- | ------------------ | ---- | ---------------------------- | ----- | --------------------- |
|       | Aberdeenshire      |      | Vlag van Aberdeenshire       | 3:5   | 22 april 2023         |
|       | Angus              |      | Vlag van Angus               | 3:5   | 1927 Onofficiële vlag |
|       | Argyll             |      | Vlag van Argyll              |       | Geen officiële vlag   |
|       | Ayrshire           |      | Vlag van Ayrshire            |       | Geen officiële vlag   |
|       | Banffshire         |      | Vlag van Banffshire          | 3:5   | 28 oktober 2023       |
|       | Berwickshire       |      | Vlag van Berwickshire        | 3:5   | 13 november 2023      |
|       | Buteshire          |      | Vlag van Buteshire           |       | Geen officiële vlag   |
|       | Caithness          |      | Vlag van Caithness           | 3:5   | 26 januari 2016       |
|       | Clackmannanshire   |      | Vlag van Clackmannanshire    |       | Geen officiële vlag   |
|       | Cromartyshire      |      | Vlag van Cromartyshire       |       | Geen officiële vlag   |
|       | Dumfriesshire      |      | Vlag van Dumfriesshire       |       | Geen officiële vlag   |
|       | Dunbartonshire     |      | Vlag van Dunbartonshire      |       | Geen officiële vlag   |
|       | East Lothian       |      | Vlag van East Lothian        | 3:5   | 13 december 2018      |
|       | Fife               |      | Vlag van Fife                |       | Geen officiële vlag   |
|       | Inverness-shire    |      | Vlag van Inverness-shire     |       | Geen officiële vlag   |
|       | Kincardineshire    |      | Vlag van Kincardineshire     |       | Geen officiële vlag   |
|       | Kinross-shire      |      | Vlag van Kinross-shire       |       | Geen officiële vlag   |
|       | Kirkcudbrightshire |      | Vlag van Kirkcudbrightshire  | 3:5   | 11 juni 2016          |
|       | Lanarkshire        |      | Vlag van Lanarkshire         |       | Geen officiële vlag   |
|       | Midlothian         |      | Vlag van Midlothian          |       | Geen officiële vlag   |
|       | Morayshire         |      | Vlag van Morayshire          | 3:5   | 28 oktober 2023       |
|       | Nairnshire         |      | Vlag van Nairnshire          |       | Geen officiële vlag   |
|       | Orkneyeilanden     |      | Vlag van de Orkneyeilanden   | 3:5   | 10 april 2007         |
|       | Peeblesshire       |      | Vlag van Peeblesshire        |       | Geen officiële vlag   |
|       | Perthshire         |      | Vlag van Perthshire          |       | Geen officiële vlag   |
|       | Renfrewshire       |      | Vlag van Renfrewshire        |       | Geen officiële vlag   |
|       | Ross-shire         |      | Vlag van Ross-shire          |       | Geen officiële vlag   |
|       | Roxburghshire      |      | Vlag van Roxburghshire       |       | Geen officiële vlag   |
|       | Selkirkshire       |      | Vlag van Selkirkshire        |       | Geen officiële vlag   |
|       | Shetlandeilanden   |      | Vlag van de Shetlandeilanden | 3:5   | 1969                  |
|       | Stirlingshire      |      | Vlag van Stirlingshire       | 3:5   | Geen officiële status |
|       | Sutherland         |      | Vlag van Sutherland          | 3:5   | 14 december 2018      |
|       | West Lothian       |      | Vlag van West Lothian        |       | Geen officiële vlag   |
|       | Wigtownshire       |      | Vlag van Wigtownshire        |       | Geen officiële vlag   |

## Schotse regio's
| Kaart | Regio           | Vlag | Artikel over de vlag        | Ratio | Ingebruikname    |
| ----- | --------------- | ---- | --------------------------- | ----- | ---------------- |
|       | Buiten-Hebriden |      | Vlag van de Buiten-Hebriden | 2:3   | Onofficiële vlag |

## Schotse eilanden
| Kaart | Eiland     | Vlag | Artikel over de vlag | Ratio | Ingebruikname     |
| ----- | ---------- | ---- | -------------------- | ----- | ----------------- |
|       | Barra      |      | Vlag van Barra       | 3:5   | 23 november 2017  |
|       | Harris     |      | Vlag van Harris      | 7:10  | Onofficiële vlag  |
|       | Skye       |      | Vlag van Skye        | 3:5   | 24 september 2020 |
|       | South Uist |      | Vlag van South Uist  | 3:5   | 24 mei 2017       |
|       | Tiree      |      | Vlag van Tiree       | 3:5   | 8 september 2018  |

## Welshe graafschappen
| Kaart | Graafschap      | Vlag | Artikel over de vlag     | Ratio | Ingebruikname       |
| ----- | --------------- | ---- | ------------------------ | ----- | ------------------- |
|       | Anglesey        |      | Vlag van Anglesey        | 3:5   | maart 2014          |
|       | Brecknockshire  |      | Vlag van Brecknockshire  | 3:5   | Onofficiële vlag    |
|       | Caernarfonshire |      | Vlag van Caernarfonshire | 3:5   | maart 2012          |
|       | Cardiganshire   |      | Vlag van Ceredigion      | 3:5   | Onofficiële vlag    |
|       | Carmarthenshire |      | Vlag van Carmarthenshire | 3:5   | Voorgestelde vlag   |
|       | Denbighshire    |      | Vlag van Denbighshire    |       | Geen officiële vlag |
|       | Flintshire      |      | Vlag van Flintshire      | 3:5   | 24 februari 2015    |
|       | Glamorgan       |      | Vlag van Glamorgan       | 3:5   | 24 september 2013   |
|       | Merionethshire  |      | Vlag van Merionethshire  | 3:5   | 2 januari 2015      |
|       | Monmouthshire   |      | Vlag van Monmouthshire   | 3:5   | 30 september 2011   |
|       | Montgomeryshire |      | Vlag van Montgomeryshire | 3:5   | Voorgestelde vlag   |
|       | Pembrokeshire   |      | Vlag van Pembrokeshire   | 3:5   | 28 juli 1988        |
|       | Radnorshire     |      | Vlag van Radnorshire     | 3:5   | Voorgestelde vlag   |

## Overzeese gebieden
| Kaart | Gebied                                         | Vlag | Artikel over de vlag                                    | Ratio                      | Ingebruikname       |
| ----- | ---------------------------------------------- | ---- | ------------------------------------------------------- | -------------------------- | ------------------- |
|       | Akrotiri en Dhekelia                           |      | Vlag van Akrotiri en Dhekelia                           | 3:5 (op land) 1:2 (op zee) | Geen officiële vlag |
|       | Anguilla                                       |      | Vlag van Anguilla                                       | 1:2                        | 29 november 1990    |
|       | Bermuda                                        |      | Vlag van Bermuda                                        | 1:2                        | 4 oktober 1910      |
|       | Brits Antarctisch Territorium                  |      | Vlag van het Brits Antarctisch Territorium              | 1:2                        | 1 augustus 1963     |
|       | Brits Indische Oceaanterritorium               |      | Vlag van het Brits Indische Oceaanterritorium           | 1:2                        | 8 november 1990     |
|       | Britse Maagdeneilanden                         |      | Vlag van de Britse Maagdeneilanden                      | 1:2                        | 5 november 1960     |
|       | Falklandeilanden                               |      | Vlag van de Falklandeilanden                            | 1:2                        | 25 januari 1999     |
|       | Gibraltar (te land)                            |      | Vlag van Gibraltar                                      | 1:2                        | 8 november 1982     |
|       | Kaaimaneilanden                                |      | Vlag van de Kaaimaneilanden                             | 1:2                        | 1959                |
|       | Montserrat                                     |      | Vlag van Montserrat                                     | 1:2                        | 10 april 1909       |
|       | Pitcairneilanden                               |      | Vlag van de Pitcairneilanden                            | 1:2                        | 2 april 1984        |
|       | Sint-Helena, Ascension en Tristan da Cunha     |      | Vlag van Sint-Helena, Ascension en Tristan da Cunha     | 3:5 (op land) 1:2 (op zee) | Geen officiële vlag |
|       | Turks- en Caicoseilanden                       |      | Vlag van de Turks- en Caicoseilanden                    | 1:2                        | 7 november 1968     |
|       | Zuid-Georgia en de Zuidelijke Sandwicheilanden |      | Vlag van Zuid-Georgia en de Zuidelijke Sandwicheilanden | 1:2                        | 3 oktober 1985      |

### Administratieve eenheden van Sint-Helena, Ascension en Tristan da Cunha
| Kaart | Eiland           | Vlag | Artikel over de vlag      | Ratio | Ingebruikname   |
| ----- | ---------------- | ---- | ------------------------- | ----- | --------------- |
|       | Ascension        |      | Vlag van Ascension        | 1:2   | 11 mei 2013     |
|       | Sint-Helena      |      | Vlag van Sint-Helena      | 1:2   | 4 oktober 1984  |
|       | Tristan da Cunha |      | Vlag van Tristan da Cunha | 1:2   | 20 oktober 2002 |

## Brits Kroonbezit

### Kanaaleilanden

#### Baljuwschap Guernsey
| Kaart | Eiland             | Vlag | Artikel over de vlag | Ratio | Ingebruikname    |
| ----- | ------------------ | ---- | -------------------- | ----- | ---------------- |
|       | Alderney           |      | Vlag van Alderney    | 1:2   | 20 december 1993 |
|       | Guernsey (te land) |      | Vlag van Guernsey    | 2:3   | 1985             |
|       | Herm               |      | Vlag van Herm        | 3:5   | 1953             |
|       | Sark               |      | Vlag van Sark        | 3:5   | 1938             |

#### Baljuwschap Jersey
| Kaart | Eiland           | Vlag | Artikel over de vlag | Ratio | Ingebruikname    |
| ----- | ---------------- | ---- | -------------------- | ----- | ---------------- |
|       | Jersey (te land) |      | Vlag van Jersey      | 3:5   | 10 december 1980 |

### Man
| Kaart | Eiland        | Vlag | Artikel over de vlag | Ratio | Ingebruikname   |
| ----- | ------------- | ---- | -------------------- | ----- | --------------- |
|       | Man (te land) |      | Vlag van Man         | 1:2   | 1 december 1932 |

Albanië · Andorra · Argentinië · Australië · Bahrein · België · Bolivia · Bosnië en Herzegovina · Brazilië · Bulgarije · Canada · Chili · China · Colombia · Comoren · Costa Rica · Denemarken · Dominicaanse Republiek · Duitsland · Ecuador · Egypte · El Salvador · Estland · Ethiopië · Filipijnen · Finland · Frankrijk · Gabon · Georgië · Ghana · Griekenland · Guatemala · Guyana · Honduras · Hongarije · Ierland · India · Indonesië · Irak · Italië · Japan · Kazachstan · Kenia · Kirgizië · Koeweit · Kroatië · Liberia · Litouwen · Maleisië · Marshalleilanden · Mexico · Micronesië · Moldavië · Mongolië · Myanmar · Nederland · Nicaragua · Nieuw-Zeeland · Nigeria · Noorwegen · Oeganda · Oekraïne · Oostenrijk · Pakistan · Palau · Panama · Papoea-Nieuw-Guinea · Paraguay · Peru · Polen · Portugal · Roemenië · Rusland · Salomonseilanden · Sao Tomé en Principe · Servië · Slowakije · Soedan · Somalië · Spanje · Sri Lanka · Suriname · Tanzania · Thailand · Tsjechië · Uruguay · Vanuatu · Venezuela · Verenigd Koninkrijk · Verenigde Arabische Emiraten · Verenigde Staten · Wit-Rusland · Zuid-Afrika · Zuid-Korea · Zuid-Soedan · Zweden · Zwitserland
Historisch: Joegoslavië · Oostenrijk-Hongarije · Sovjet-Unie
Zie ook: Vlaggenlijsten per land · Vlaggen van afhankelijke gebieden · Vlaggen van gemeenten (per land)